# Bảo tàng Khu vực "Na Grapie" ở Jaworzynka
Bảo tàng Khu vực "Na Grapie" ở Jaworzynka (tiếng Ba Lan: Muzeum Regionalne „Na Grapie” w Jaworzynce) là một bảo tàng tọa lạc tại làng Jaworzynka, xã Istebna, huyện Cieszyński, tỉnh Śląskie, Ba Lan. Bảo tàng do Hội những người bạn của Bảo tàng Khu vực "Na Grapie" điều hành.

## Lược sử hình thành
Bảo tàng Khu vực "Na Grapie" ở Jaworzynka được thành lập vào năm 1993 theo khởi xướng của nhà văn kiêm nhà thơ Jerzy Rucki. Các bộ sưu tập của Bảo tàng được trưng bày trong một nhà chòi bằng gỗ được xây dựng vào năm 1920.

## Triển lãm
Bộ sưu tập của Bảo tàng Khu vực "Na Grapie" ở Jaworzynka hiện đang bao gồm các triển lãm sau: trang phục và vật dụng hàng ngày của cư dân Istebna, nhạc cụ và tác phẩm nghệ thuật của các nghệ sĩ địa phương, máy móc và thiết bị nông nghiệp, cùng các thứ khác.
Ngoài các hoạt động triển lãm, Bảo tàng Khu vực "Na Grapie" còn tổ chức các hội thảo về các phương pháp sản xuất thực phẩm truyền thống (bơ, bánh mì, pho mát), rèn, thêu và đan rổ.

## Giờ mở cửa
Bảo tàng Khu vực "Na Grapie" ở Jaworzynka chỉ mở cửa từ tháng 4 đến tháng 9: vào tháng 7 và tháng 8 mở cửa tất cả các ngày trong tuần, và mở cửa tất cả các ngày trong tuần trừ thứ Hai vào các tháng còn lại.